# Cassano Spinola
Cassano Spinola (Casàn in ligure, Cassan in piemontese, Cassau in dialetto alessandrino) è un comune italiano di 1 806 abitanti della provincia di Alessandria in Piemonte, situato alla destra del basso corso dello Scrivia.
Dal 1º gennaio 2018 ha inglobato l'ex comune autonomo di Gavazzana.

## Storia

### Simboli

Il precedente gonfalone

Lo stemma e il gonfalone del comune di Cassano Spinola erano stati concessi con decreto del presidente della Repubblica del 20 aprile 1959.
Il gonfalone era un drappo partito di bianco e di azzurro caricato dello stemma sopra descritto.
A seguito della fusione con Gavazzana del 1º gennaio 2018, il Comune di Cassano Spinola decise di dotarsi di un nuovo stemma civico.
Con delibera del consiglio comunale del 14 ottobre 2020 venne avviato l'iter per la concessione ufficiale dello stemma, del gonfalone e della bandiera. Il nuovo emblema comunale è stato concesso con decreto del presidente della Repubblica Sergio Mattarella del 1º dicembre 2021.
Viene mantenuto il campo azzurro e il ramo di spino di Cassano mentre la torre color oro è ripresa dallo stemma di Gavazzana; la banda rappresenta il corso del torrente Scrivia, sulla cui sponda destra si trova il comune, e allo stesso tempo la via Postumia, strada di collegamento fondamentale per lo sviluppo del paese.
Il nuovo gonfalone è un drappo partito di bianco e di azzurro come il precedente. La bandiera è un drappo partito di bianco e di azzurro, caricato dello stemma municipale.

## Monumenti e luoghi d'interesse

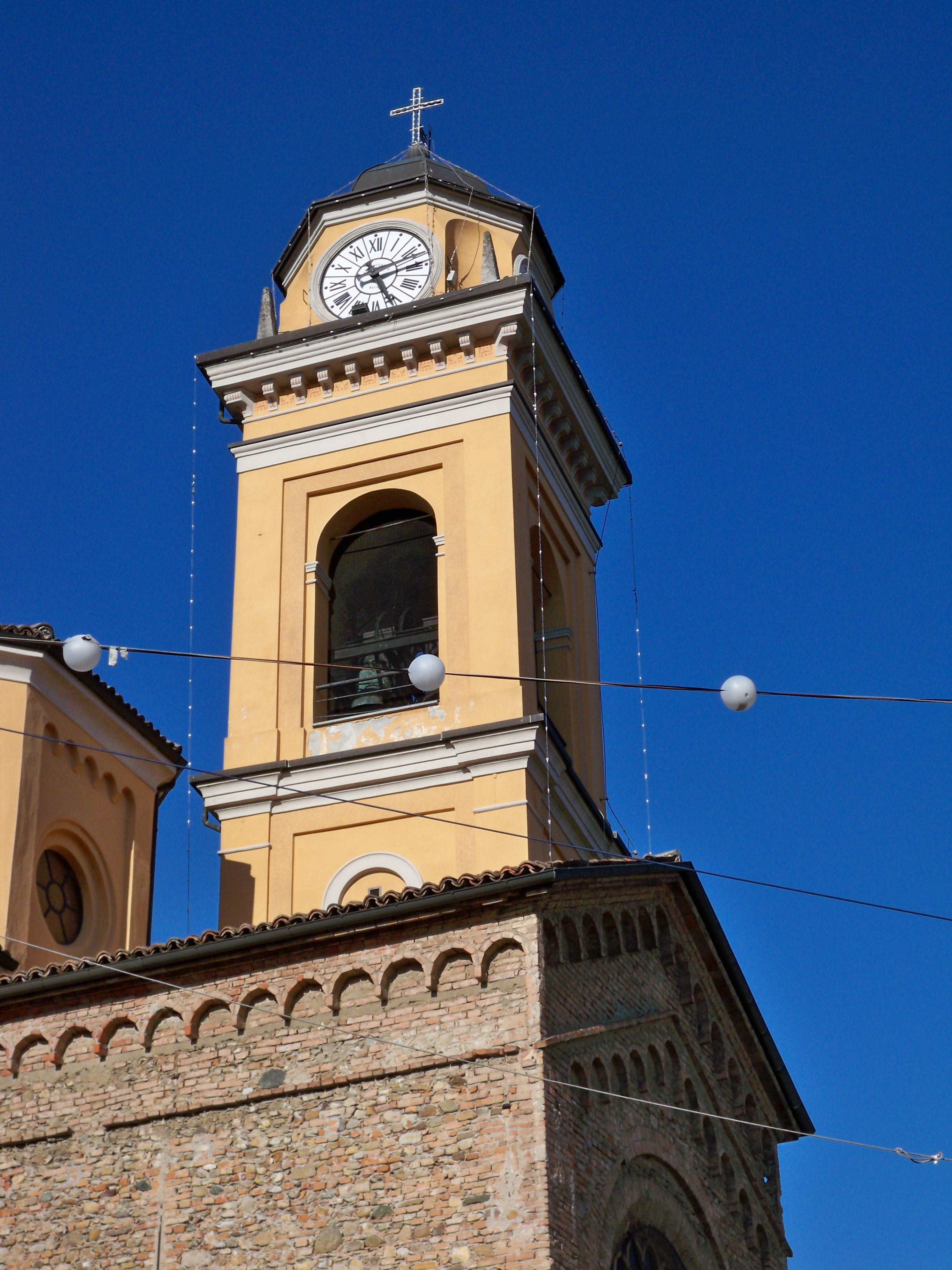
Il campanile

- La chiesa parrocchiale di San Pietro Apostolo, fondata nell'alto medioevo con funzioni di pieve, fu riedificata nel XV secolo, con il rifacimento dell'abside e l'allungamento del corpo di fabbrica. Nel XVI secolo furono aggiunte due cappelle laterali, S. Giuseppe e SS. Rosario, quest'ultima occultata nel 1910 per l'allestimento di una ricostruzione della grotta di Lourdes. Risale al 1634 il fonte battesimale donato da G. Visconti, mentre le due pile in marmo bianco per l'acquasantiera furono donate dagli Spinola nel 1628. Il pavimento (1941) è in marmo rosso contenenti ammoniti fossili mentre le vetrate furono poste nel 1945
- Il Palazzo Millelire fu residenza dalla nobile famiglia degli Spinola nel XVI secolo, in seguito all'abbandono del castello per una residenza più signorile. Tipica dimora ligure, fu completamente modificato alla fine dell'Ottocento, con l'edificazione di un nuovo piano e la trasformazione del tetto in terrazza; la facciata venne decorata a bugnato al pian terreno e con elementi neogotici (finestre ad edicola e motivi floreali) al piano nobile. I loggiati, chiusi da ampie vetrate colorate, vennero successivamente eliminati nel 1930
- Il Palazzo della Guacciorna è collocato ai limiti del territorio di Cassano in direzione di Tortona. La cascina, dotata di una vasta estensione di terreno, fu costruita nei primi decenni del '600 dai fratelli Ottobono. Venne acquistata da Claudio Spinola nel 1652 per il prezzo di 2535 scudi. Passò in seguito ai Marchesi De Maria di Genova e da questi alla famiglia del senatore Pietro Tortarolo, attuale proprietaria. Il complesso mantiene nell'impianto le sue linee architettoniche originarie, sebbene le monofore ad arco acuto siano di ispirazione neogotica

## Società

### Evoluzione demografica
Abitanti censiti

## Amministrazione
Di seguito è presentata una tabella relativa alle amministrazioni che si sono succedute in questo comune.
| Periodo         | Periodo         | Primo cittadino          | Partito                         | Carica                  | Note   |
| --------------- | --------------- | ------------------------ | ------------------------------- | ----------------------- | ------ |
| 18 gennaio 1986 | 19 maggio 1990  | Roberto Giuseppe Repetto | Democrazia Cristiana            | Sindaco                 | [ 12 ] |
| 19 maggio 1990  | 24 aprile 1995  | Giambattista Campantico  | Partito Socialista Italiano     | Sindaco                 | [ 12 ] |
| 24 aprile 1995  | 14 giugno 1999  | Marco Stefano Traverso   | centro-sinistra                 | Sindaco                 | [ 12 ] |
| 14 giugno 1999  | 14 giugno 2004  | Marco Stefano Traverso   | centro-sinistra                 | Sindaco                 | [ 12 ] |
| 14 giugno 2004  | 7 giugno 2009   | Giovanni Alliano         | lista civica                    | Sindaco                 | [ 12 ] |
| 8 giugno 2009   | 25 maggio 2014  | Giovanni Alliano         | lista civica                    | Sindaco                 | [ 12 ] |
| 25 maggio 2014  | 1º gennaio 2018 | Marco Stefano Traverso   | lista civica Per Cassano        | Sindaco                 | [ 12 ] |
| 1º gennaio 2018 | 10 giugno 2018  | Raffaele Ricciardi       | -                               | Commissario prefettizio | [ 12 ] |
| 10 giugno 2018  | 15 maggio 2023  | Alessandro Busseti       | lista civica Per un nuovo paese | Sindaco                 | [ 12 ] |
| 15 maggio 2023  | in carica       | Alessandro Busseti       | lista civica Per un nuovo paese | Sindaco                 | [ 12 ] |